# Lôi Tự
Lôi Tự (tiếng Trung: 雷緒; bính âm: Lei Xu; ? - 209?) là tướng lĩnh dưới trướng quân phiệt Lưu Bị thời kỳ Tam Quốc trong lịch sử Trung Quốc. Lôi Tự và Lôi Bạc có thể là một người hoặc là hai người khác nhau.

## Cuộc đời
Lôi Tự quê ở quận Lư Giang, Dương Châu, vốn là tướng của Viên Thuật.
Năm 200, các tướng cũ của Viên Thuật là Trần Lan, Lôi Tự cùng Mai Càn dựa vào nơi hiểm yếu ở Lư Giang chống lại Tào Tháo. Tào Tháo phải phái Lưu Phức làm Thứ sử Dương Châu để phòng ngự.
Năm 208, Tào Tháo thua trận Xích Bích, Trần Lan, Mai Thành nổi dậy, chiếm lĩnh huyện Lục. Năm 209, Tào Tháo sai Vu Cấm, Tang Bá thảo phạt Mai Thành, Trương Liêu cùng Ngưu Cái, Trương Cáp thảo phạt Trần Lan, chặn đánh viện quân do Hàn Đương chỉ huy. Thành, Lan đều bị chém đầu.
Cùng năm, Lôi Tự thấy Trần Lan, Mai Thành thất bại, liền mang theo bộ hạ mấy vạn người đến nhờ cậy Kinh Nam Lưu Bị, được phong làm thiên tướng quân. Không lâu sau, Tào Tháo phái Hạ Hầu Uyên dẫn quân đến đánh bại Lôi Tự. Từ đây không còn ghi chép.

## Trong văn hóa
Lôi Tự không xuất hiện trong tiểu thuyết Tam quốc diễn nghĩa của La Quán Trung.